# Sensation

War News from Mexico, Gemälde von Richard Caton Woodville, 1848

Das Wort Sensation (Adjektiv: sensationell; von französisch sensation ‚Sinneseindruck‘; aus lateinisch sensus ‚Gefühl‘, ‚Verstand‘ und sentire ‚empfinden‘, ‚fühlen‘, ‚mit den Sinnen wahrnehmen‘) steht für ein auffälliges, aufsehenerregendes oder außergewöhnliches Ereignis. Ein solches Ereignis wird erst durch eine entsprechend verbreitete Wahrnehmung zur Sensation, das heißt, indem es von verschiedenen Medien aufgegriffen, kommuniziert und in den Fokus der allgemeinen Aufmerksamkeit gerückt wird.
Infolge der Informationsgesellschaft und der damit verbundenen Informationsflut ist die Schwelle, an der ein Ereignis zur Sensation wird, sehr hoch geworden. Teilweise können allerdings durch aufdringliche Berichte, die in anderen Medien wieder aufgegriffen werden, Dinge zu einer Sensation gemacht werden, auch wenn ihre Bedeutung dies nicht rechtfertigt, wie sich zum Beispiel in der Boulevardpresse zeigt.
Des Weiteren wird der Begriff Sensation auch im Sinne einer haptischen Wahrnehmung verstanden. Insofern sind etwa warme oder schmerzhafte Empfindungen auf der Haut unterschiedliche Varianten der Sensation.